# Geschiedenis van de Sovjet-Unie

Wapen van de Sovjet-Unie

De Geschiedenis van de Sovjet-Unie begint in 1917 met de Russische Revolutie en eindigt in 1991 met het uiteenvallen van de Sovjet-Unie.
- Geschiedenis van Sovjet-Rusland en de Sovjet-Unie (1917-1927), van de Oktoberrevolutie totdat Stalin aan de macht kwam
- Geschiedenis van de Sovjet-Unie (1927-1953), het Stalin-tijdperk
- Geschiedenis van de Sovjet-Unie (1953-1964), post-stalinistische strijd om de macht en het Chroesjtsjovtijdperk
- Geschiedenis van de Sovjet-Unie (1964-1982), het Brezjnev tijdperk
- Geschiedenis van de Sovjet-Unie (1982-1991), mislukte pogingen om de Sovjet-Unie te behouden, eindigend met de ontbinding